# Charles II. d’Amboise

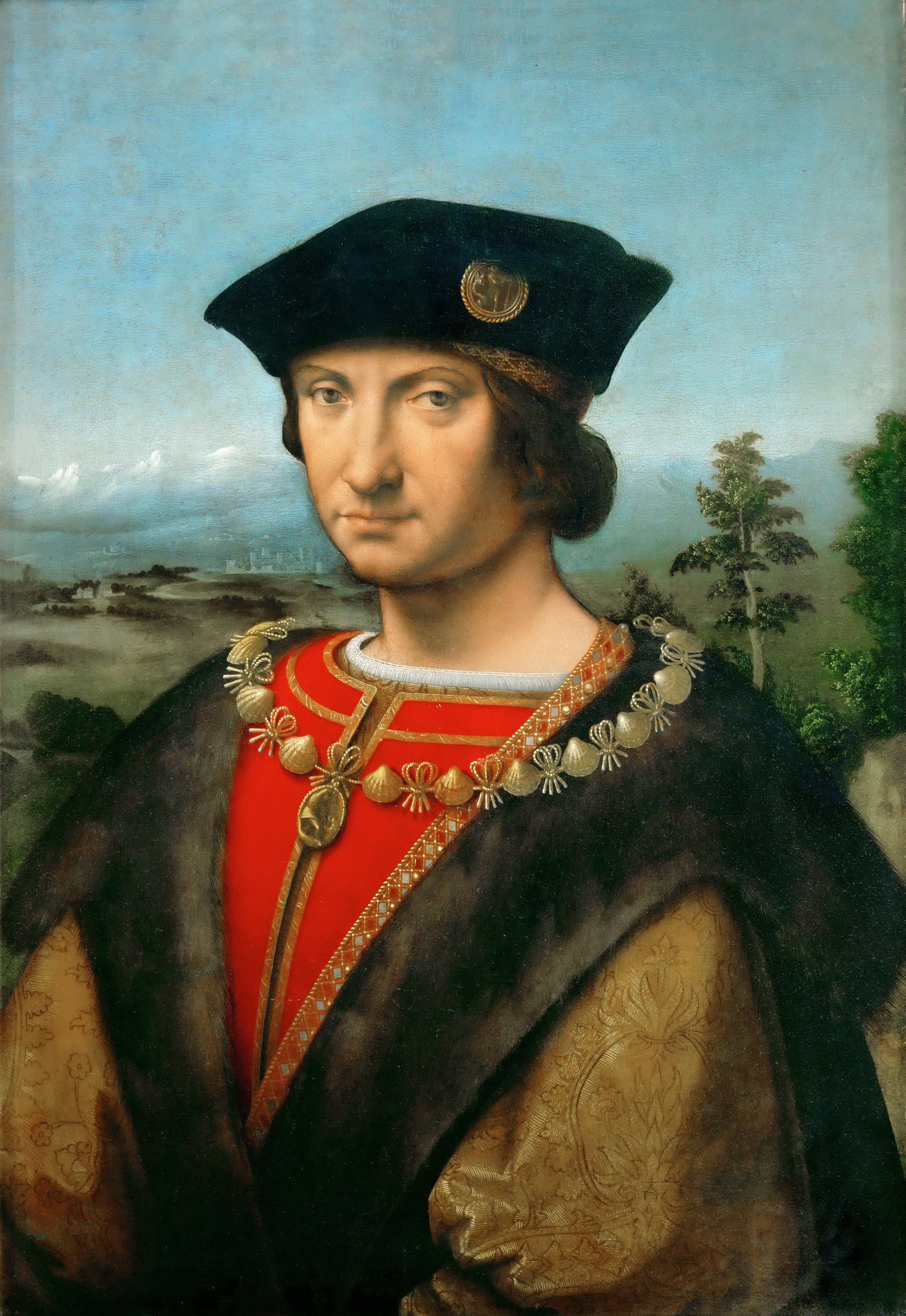
Charles d’Amboise
von Andrea Solario, um 1507

Charles II. d’Amboise (* 1472/73; † 11. Februar 1511 in Correggio) war Militärgouverneur von Paris und Marschall von Frankreich sowie Admiral von Frankreich.

## Leben
Charles II. d’Amboise war der Sohn von Charles I. d’Amboise und Catherine de Chauvigny sowie der Bruder von Catherine d’Amboise und Neffe von Kardinal Georges d’Amboise.
Er war Herr von Chaumont-sur-Loire, Sagonne, Meillant und Charenton, Ritter des Ordre du Roi. 1502 wurde er Großmeister von Frankreich, 1504 Marschall und 1508 Admiral von Frankreich.
Charles II. d’Amboise war Gouverneur von Paris (1493–1496) sowie der Normandie. 1501 wurde er Lieutenant général der Lombardei, als der den Einzug Ludwigs XII. in Genua am 26. August 1502 vorbereitete. Als Herr über die Stadt unterdrückte er 1507 einen Aufstand der Einwohner. In der Schlacht von Agnadello am 14. Mai 1509 kommandierte er die Vorhut der königlichen Armee.
1491 heiratete er Jeanne Malet de Graville († 18. September 1540 im Château de Marcoussis) aus dem Haus Malet, Tochter von Louis Malet, Herr von Graville, Admiral von Frankreich, und Marie de Balzac. Das Paar hatte einen Sohn, Georges d’Amboise, * 1501/02, † 24. Februar 1525 in der Schlacht von Pavia, Herrn von Chaumont, Vendeuvre, Vigny und Vaudémont.
Darüber hinaus hatte er einen unehelichen Sohn, Michel Bâtard d’Amboise, * in Neapel wohl 1505, † nach 1548, der der Stammvater der späteren Grafen und Markgrafen von Amboise und Herren von Clos Lucé wurde.
Charles II. d’Amboise wurde (wie sein Vater und später auch sein Sohn) in der Kapelle der Franziskaner in Amboise beigesetzt.
| Personendaten    | Personendaten                                                                  |
| ---------------- | ------------------------------------------------------------------------------ |
| NAME             | Amboise, Charles II. d’                                                        |
| KURZBESCHREIBUNG | Gouverneur von Paris und Marschall von Frankreich sowie Admiral von Frankreich |
| GEBURTSDATUM     | 1472 oder 1473                                                                 |
| STERBEDATUM      | 11. Februar 1511                                                               |
| STERBEORT        | Correggio (Emilia-Romagna)                                                     |